# Bolesław Jaźwiński
Bolesław Jaźwiński (ur. 18 listopada?/30 listopada 1882 w folwarku Buczemel na Grodzieńszczyźnie, zm. 21 kwietnia 1935 w Warszawie) – generał brygady Wojska Polskiego, kawaler Orderu Virtuti Militari.

## Życiorys
Urodził się 30 listopada 1882 w majątku Buczemel, w ziemi grodzieńskiej, pochodził ze staroszlacheckiej rodziny herbu Pomian. Wykształcenie ogólne odebrał w domu, a gimnazjum ukończył w Brześciu Litewskim.
W 1900 został powołany do służby w Armii Imperium Rosyjskiego. Po roku służby wstąpił do Tyfliskiej Szkoły Wojskowej i Mikołajewskiej Inżynieryjnej Akademii, którą ukończył w 1904. Zawodowy oficer rosyjskich saperów. Uczestnik wojny rosyjsko-japońskiej 1904–1905, w której wyróżnił się odwagą i bohaterstwem. W latach 1906–1908 dowódca kompanii oddziału ekspedycyjnego na Kretę. W latach 1911–1913 był słuchaczem Wojskowej Akademii Inżynieryjnej w Petersburgu. W czasie I wojny światowej kierował fortyfikowaniem Grodna.

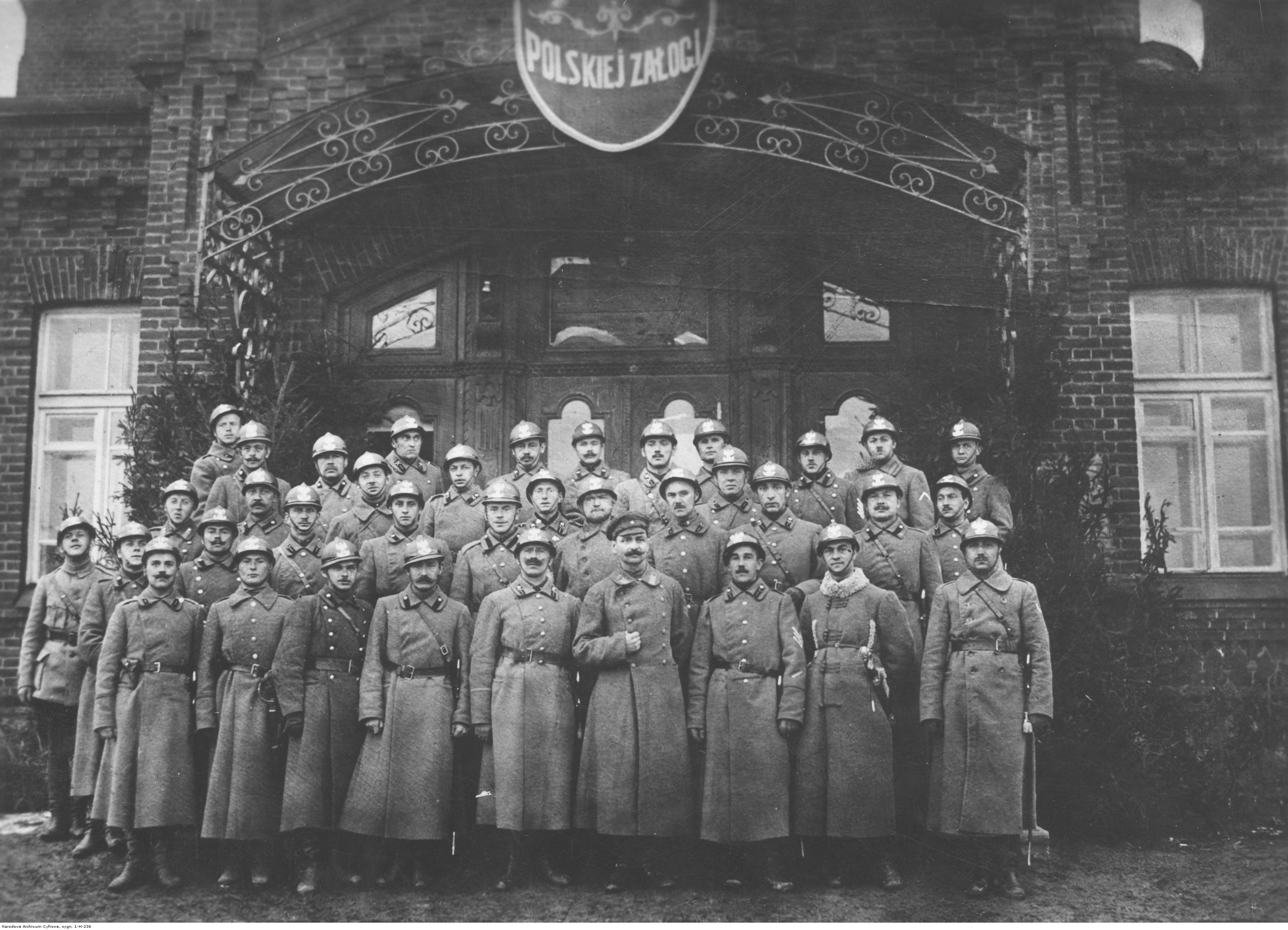
I Korpus Polski w Rosji - grupa oficerów 1 pułku inżynierii, Bolesław Jaźwiński stoi 4. z prawej; Bobrujsk 1918

W 1917 roku był członkiem Polskiego Wojskowego Komitetu Wykonawczego. W okresie od kwietnia 1917 do lutego 1918 organizator pułków inżynieryjnych w I Korpusie Polskim w Rosji, luty 1918 – marzec 1918 komendant twierdzy Bobrujsk, marzec – maj 1918 dowódca 2 Dywizji Strzeleckiej I Korpusu Polskiego na Wschodzie. W lutym 1918 na czele swego pułku wyruszył na pomoc 2 Dywizji Strzelców Polskich walczącej w Bobrujsku.
Jako podpułkownik  I. byłego korpusu polskiego reskryptem Rady Regencyjnej z 31 października 1918 roku został przydzielony do podległego jej Wojska Polskiego z zatwierdzeniem posiadanego stopnia. Od listopada 1918 do marca 1919 dowódca 21 pułku piechoty „Dzieci Warszawy”, marzec – kwiecień 1919 dowódca  Warszawskiego Okręgu Wojskowego Nr I. 15 maja 1919 został mianowany dowódcą XVI Brygady Piechoty. W sierpniu tego roku został dowódcą Grupy Operacyjnej „Wschód”. 23 stycznia 1920 został zwolniony ze stanowiska w XI Brygadzie Piechoty i mianowany szefem Instytutu Wojskowo-Geograficznego w Warszawie. W czasie wojny z bolszewikami w okresie lipiec – październik 1920 dowódca 11 Dywizji Piechoty i odcinka obrony Warszawy. W okresie od października 1920 do maja 1926 szef Wojskowego Instytutu Geograficznego. 
Był członkiem Naczelnego Polskiego Komitetu Wojskowego, a po odzyskaniu przez Polskę niepodległości zasiadł w składzie Komisji Orzekającej Odznaki Naczelnego Polskiego Komitetu Wojskowego.
W czasie przewrotu majowego opowiedział się po stronie rządowej. Po przewrocie spotkała go zemsta ze strony marszałka Piłsudskiego. Aresztowany i więziony bez sądu, a nawet postawienia zarzutów, w Warszawie i Wilnie. Załamał się i nie odzyskał równowagi psychicznej do końca swoich dni. Ciężko chorował, był sparaliżowany. Po zwolnieniu został przeniesiony do dyspozycji Ministra Spraw Wojskowych. Z dniem 30 listopada 1928 został przeniesiony w stan spoczynku. Osiadł i zmarł w Warszawie w 1935.
Żonaty z Jadwigą Julią z Fiszerów Makomaską.

## Awanse
- sierżant kompanii – 1903
- podporucznik – 1904
- podpułkownik – 1917
- pułkownik – 3 maja 1922 ze starszeństwem z dniem 1 czerwca 1919 i 1. lokatą w korpusie oficerów geografów, Dekretem L 2919 z 30 kwietnia 1921 zostaje zatwierdzony z dniem 1 kwietnia 1920[6].
- generał brygady – 1 grudnia 1924 ze starszeństwem z dniem 15 sierpnia 1924 i 23. lokatą w korpusie generałów.

## Ordery i odznaczenia
- Krzyż Srebrny Orderu Wojskowego Virtuti Militari (1922, L 5260)[7]
- Krzyż Oficerski Orderu Odrodzenia Polski (2 maja 1922)[8][9]
- Krzyż Walecznych – pięciokrotnie (po raz 1, 2, 3 i 4 w 1921[10]; po raz 1 w 1922[11])
- Order Świętej Anny III i IV klasy (Imperium Rosyjskie)
- Order Świętego Stanisława (Rosja) III klasy (Imperium Rosyjskie)
- Order Świętego Włodzimierza IV klasy (Imperium Rosyjskie)
- Krzyż Komandorski Orderu Korony Rumunii (Rumunia, 1923)[12]
- Oficer Legii Honorowej (Francja)[13]
- Medal międzysojuszniczy „Médaille Interalliée”[13]